# Marko Zidanšek
Marko Zidanšek (ur. 11 listopada 1968 w Celje) – słoweński polityk i samorządowiec, zastępca burmistrza Celje, członek Rady Państwa, od 2014 do 2018 przewodniczący Słoweńskiej Partii Ludowej (SLS).

## Życiorys
Wychowywał się w miejscowości Šmarje pri Jelšah, gdzie jego ojciec prowadził bufet kolejowy. W 2002 ukończył studia z administracji na uczelni Visoka upravna šola w Lublanie (włączonej do Uniwersytetu Lublańskiego), następnie zdał egzaminy urzędnicze i na członka rad nadzorczych. W 2007 uzyskał magisterium z europeistyki na uczelni Nova univerza w Kranju. W latach 90. wraz z żoną prowadził hotel i sklep. W 2005 został prezesem lokalnego przedsiębiorstwa zajmującego się wywozem odpadów.
W 1990 zaangażował się w działalność polityczną w ramach Słoweńskiej Partii Ludowej, został jej liderem w Celje i członkiem krajowej egzekutywy. W latach 1998–2018 zasiadał w radzie gminy miejskiej Celje, od 1998 do 2010 był zastępcą burmistrza Bojana Šrota, następnie do 2018 jego pełnomocnikiem. W grudniu 2014, po nieprzekroczeniu progu wyborczego przez partię, zastąpił Franca Bogoviča na stanowisku przewodniczącego SLS. W 2017 został wybrany do Rady Państwa jako reprezentant grup lokalnych. W czerwcu 2018 zrezygnował z przywództwa w partii po słabym wyniku w wyborach do Zgromadzenia Państwowego. W listopadzie tego samego roku bezskutecznie ubiegał się o urząd burmistrza Celje. W 2022 ponownie wybrany do wyższej izby parlamentu.

## Życie prywatne
Żonaty z Mateją, ma dwóch synów.